# Reuben Wilson
Reuben Wilson (Mounds, 1935. április 9. – Harlem, 2023. május 26.) amerikai dzsesszorgonista. Legismertebb a „Got to Get Your Own” című daláról.

## Pályakép
Öt éves korában Mounds-ból Pasadenába költöztek. A dobos Al Bartee-vel játszott Los Angelesben, majd New Yorkba költözött, ahol aztán beindult karrierje. Amellett, hogy a neves zenészekkel játszott (Melvin Sparks, Willis Jackson), vezette a Wildare Express együttest is.
Idős korára is aktív zenész maradt.

## Albumok
- On Broadway (Blue Note, 1968)
- Love Bug (Blue Note, 1969)
- Blue Mode (Blue Note, 1969)
- A Groovy Situation (Blue Note, 1970)
- Set Us Free (Blue Note, 1971)
- The Sweet Life (Groove Merchant, 1972)
- The Cisco Kid (Groove Merchant, 1973)
- Got To Get Your Own (Cadet, 1975; CD reissue: Dusty Groove, 2008)
- Live At SOB's - The Official Bootleg (Jazzateria, 1996)
- Organ Donor (Jazzateria, 1997)
- Down With it (Cannonball, 1998)
- Organ Blues (Jazzateria, 2002) featuring the Reuben Wilson/Bernard Purdie/Grant Green, Jr. line-up
- Boogaloo to the Beastie Boys (Scufflin', 2004)
- Fun House (Savant, 2005)
- Movin' On (Savant, 2006)
- Azure Te (18th & Vine, 2009)
- Revisited (American Showplace, 2011)
- jazzlists